# Isotope
Az Isotope egy brit jazz-rock együttes volt, mely a gitáros Gary Boyle körül szerveződött.
Boyle 1972 júniusában alapította a zenekart és első lemezük, az Isotope, melynek zenéjét javarészt a billentyűs hangszereken játszó Brian Miller szerezte, 1974-ben jelent meg. Jeff Clyne játszott basszus gitáron és  Nigel Morris volt a dobos. Miután Miller és Clyne 1974-ben eltávozott, helyükre Hugh Hopper és Laurence Scott került. Egy turnét követően ez az új felállás rögzítette az  Illusion című albumot.
Újabb turnék és újabb személycserék következtek. A Deep End-et 1976-ban vették fel, két billentyűs játékossal Zoe Kronbergerrel és Frank Robertsszel. Hopper egyetlen számban játszott, a basszusgitár egyébként Dan K. Brown kezében volt. 
Boyle ezt követően szólókarrierjét egyengette.

## Diszkográfia
- Isotope - 1974.
- Illusion - 1975.
- Deep End - 1976.
- Live at the BBC - 2004., rögzítve 1973-ban és  1974-ben és tartalmaz Gary  Boylehoz fűződő szóló felvételeket is[2]

## Külső hivatkozások
- Isotope az AllMusicon

## Fordítás
Ez a szócikk részben vagy egészben  az   Isotope (band) című angol Wikipédia-szócikk ezen változatának fordításán alapul.  Az eredeti cikk szerkesztőit annak laptörténete sorolja fel. Ez a jelzés csupán a megfogalmazás eredetét és a szerzői jogokat jelzi, nem szolgál a cikkben szereplő információk forrásmegjelöléseként.